# 月眉池慈濟宮
22°54′26″N 120°12′49″E / 22.90714°N 120.2137°E

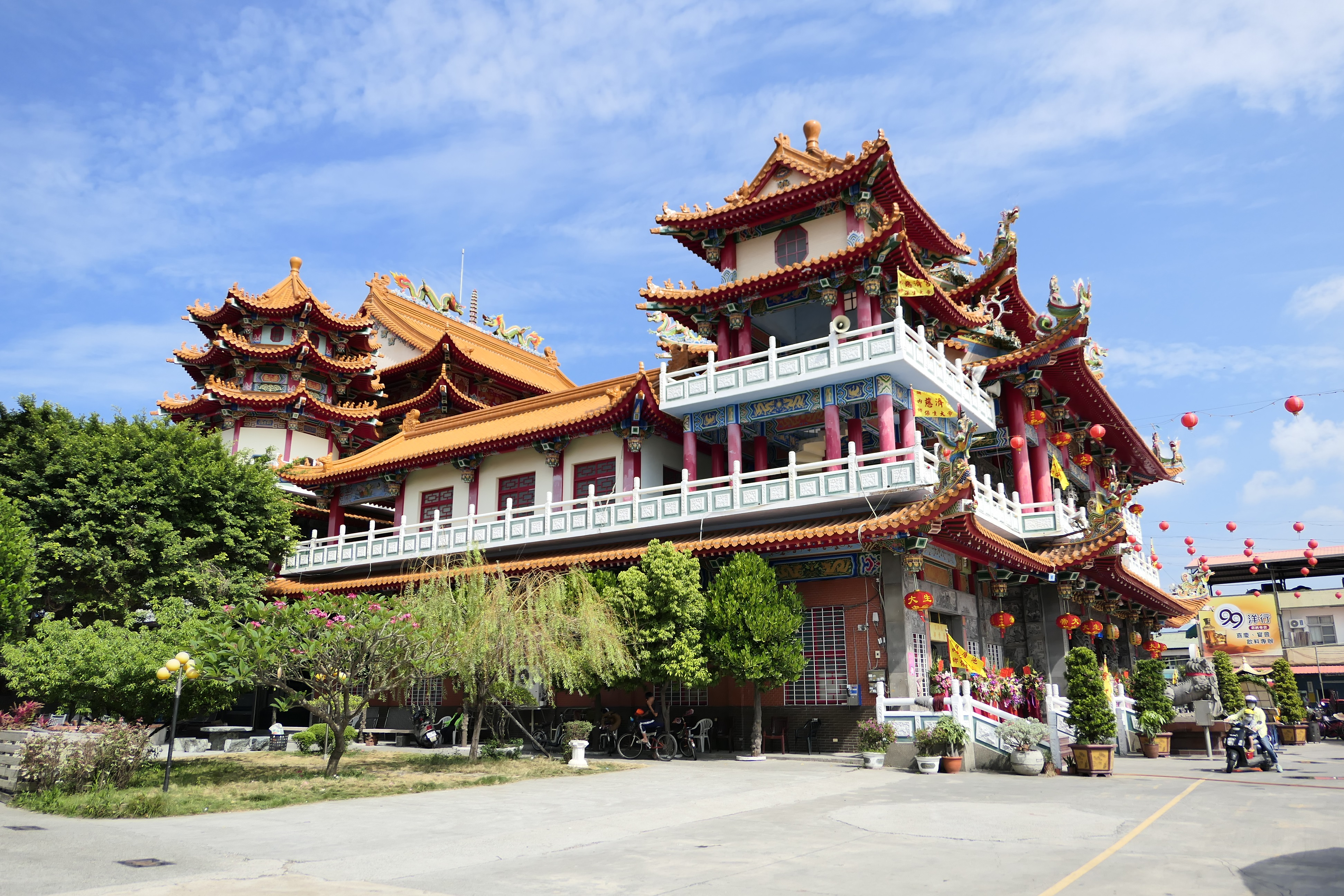
月眉池慈濟宫側面

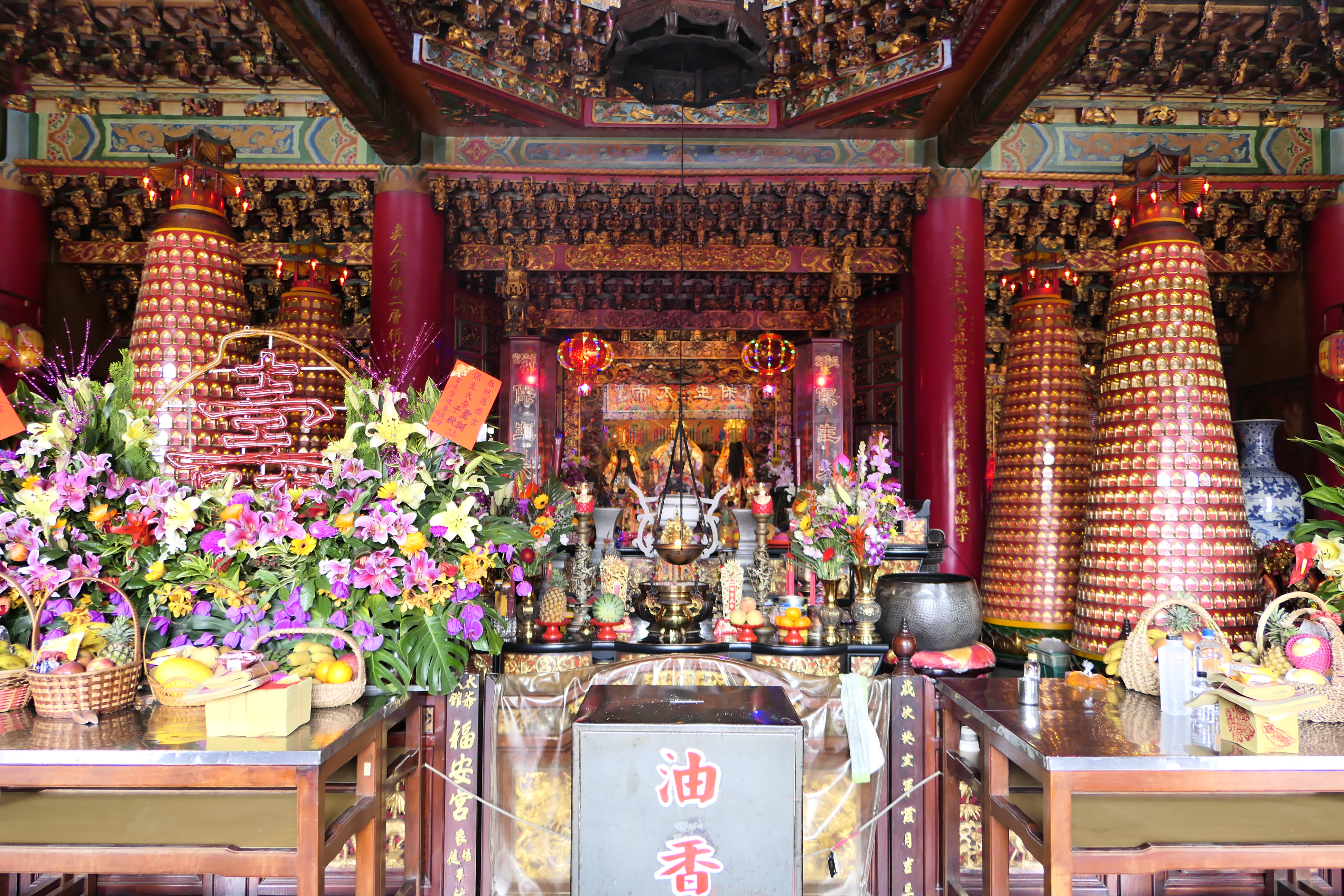
正殿

月眉池慈濟宮，位於臺灣高雄市湖內區，為一台灣民間信仰廟宇，主祀閩南醫神保生大帝（大道公）。每十二年啟建五朝清醮。

## 歷史沿革

### 立廟由來
據《湖內鄉誌》記載，該廟開基年代不明，嘉慶元年（1796年）才建簡陋茅廟供奉保生大帝，後重建新廟定名慈濟宫。但根據《鳳山縣采訪冊》的記載，該廟是康熙二十年（1681年）李天賜建。
而根據該廟沿革碑的記載，該廟由來可追溯明永曆十五年（1661年）當地先民本地從漳州、泉州渡海來臺時，因擔心渡海發生危險，而自白礁慈濟宫迎奉保生大帝金身以求庇佑。先民來臺後散居於文賢里十三莊，搭建簡陋草寮供奉保生大帝。信徒們雖感念保生大帝神恩而想正式建廟，但因未找到適當地點而擱置未建。後來到了清康熙二十年（1681年），據說月眉池夜夜出現毫光閃耀，約持續有一個月，而後保生大帝顯化成一老者指著月眉池向民眾說此池為蓮花穴，乃一風水寶地，而出現毫光乃是神明表示要得此地理之故。於是文賢里中厝、下厝、那拔林、海埔、太爺、葉厝甲、頂王、下王、頂黃、下黃、月眉池、草地尾、草子寮等十三莊境眾集資擇定月眉池建廟，由李天賜負責此事。因為此廟建在月眉池，遂在神明指示下定名為「月眉池慈濟宮」，在當地又俗稱大廟。

### 發展
創廟之後，原本十三莊中因發生歧見，太爺與草子寮退出廟務。之後該廟在雍正三年（1725年）葉惠整修，嘉慶十六年（1811年）林必捷重修，光緒十八年（1892年）鄭武再修。日大正十五年或昭和元年（1926年）時，慈濟宫再次整修。
二次大戰後，該廟在民國56年（1967年）重修。後因廟宇年久失修，而在民國67年（1978年）拆除重建，此次工程並增設「超峰寺」與「天聖殿」，供奉觀世音菩薩與玉皇大帝等神祇，最後在民國72年（1983年）落成。此後因九二一大地震等影響導致漏雨等問題，該廟在民國99年（2010年）再次進行7個月的修繕工程。

## 外部連結
- 月眉池慈濟宮的Facebook專頁